# Agathis coxalis
Agathis coxalis är en stekelart som beskrevs av Maximilian Spinola 1840. Agathis coxalis ingår i släktet Agathis och familjen bracksteklar. Inga underarter finns listade i Catalogue of Life.